# 小花阿赖山黄耆
小花阿赖山黄耆（学名：Astragalus saratagius var. minutiflorus）是豆科黄芪属阿赖山黄耆的变种，是中国的特有植物。分布在中国大陆的新疆等地，生长于海拔3,000米的地区，常生于山坡，目前尚未由人工引种栽培。